# 自治体政策
自治体政策（じちたいせいさく）は、自治体が行う政策づくり。また、それらに関する活動を指す。

## 概要
一般に「自治体政策」といった場合、大きく国家、制度、政策の3面からアプローチされる。すなわち、国家が地方自治をどう位置付けているかという面、制度としてどのような地方自治制度を構築しているかという面、そして政策として自治体がどのような役割を期待されているかという面である。
自治体政策には、2つの側面がある。1つは地方公共団体にどの程度の自治権を認めるかという国家政策であり、もう1つは地方公共団体が自らどんな政策を企画し、立案するかという自治政策としての側面である。
自治体総合計画の役割としての自治体政策は、行政課題や地域特性の課題を解決するための手続き・技術、手法であり、基本的には、自治体総合計画に盛り込まれ、計画的に実現されるものである。